# Coregonus laurettae
Coregonus laurettae is een straalvinnige vissensoort uit de familie van zalmen (Salmonidae). De wetenschappelijke naam van de soort is voor het eerst geldig gepubliceerd in 1881 door Tarleton Hoffman Bean (1846 – 1916).
De vis komt voor in het noorden van Noord-Amerika (Alaska) en mogelijk ook bij het Tsjoektsjenschiereiland en het schiereiland Kamtsjatka. De vis wordt daar "Bering cisco" genoemd. De vis paait in brakwaterzones van riviermondingen.